# 桜風
「桜風」（さくらかぜ）は、日本のバンドDEPAPEPEの5枚目のシングルである。2007年2月21日発売。発売元はSME Records。

## 概要
- 三浦拓也が卒業した中学校の合唱部・陸上部がコーラスで参加している。
- 初回生産分には「寄せ書き」スリーブ仕様及びワンマンライブツアー先行予約案内封入。
- PVはオフィスクレッシェンド製作。内藤惟人、岡西里奈、水沢奈子が出演。

## 収録曲
全作曲・編曲:DEPAPEPE
1. 桜風 (3:35)
2. DAYS (3:20)
3. Happy Shine (3:07)

## 収録アルバム

### 桜風
- オリジナル『HOP!SKIP!JUMP!』（2008年4月2日）
- オムニバス『シュウカツ!!』（2008年2月20日）

### Happy Shine
- コンセプト『デパナツ ～drive!drive!!drive!!!～』（2008年7月30日）

## タイアップ
- DAYS：ABCテレビ「おはよう朝日です」天気予報テーマソング